# 3503-as mellékút (Magyarország)
A 3503-as számú mellékút egy valamivel több, mint 16 kilométeres hosszúságú, négy számjegyű mellékút Hajdú-Bihar vármegye és Szabolcs-Szatmár-Bereg vármegye határvidékén; Hajdúdorogot köti össze a 36-os főút Tiszavasvári és Nagycserkesz közötti szakaszával.

## Nyomvonala
A 36-os főútból ágazik ki, annak a 34+750-es kilométerszelvénye közelében, Tiszavasvári külterületén, de a város központjától messze, több mint 10 kilométerre keletre, jóval közelebb Nagycserkesz községhez. Dél felé indul, és a második kilométere táján el is éri Nagycserkesz határát, bő fél kilométeren át a határvonalat kíséri. A harmadik kilométerétől azonban már Hajdúdorog határai között húzódik – gyakorlatilag változatlan irányban –, a hatodik kilométerénél pedig – felüljárón, csomópont nélkül – áthalad az M3-as autópálya felett, amely ott a 210+400-as kilométerszelvénye közelében jár.
10,4 kilométer után keresztezi a 3317-es utat, 14,2 kilométer megtételét követően pedig eléri Hajdúdorog belterületének északi szélét, ahol a Tokaji út nevet veszi fel. 15,8 kilométer után elhalad a város görögkatolikus székesegyháza mellett, majd eléri a főteret (Petőfi tér, majd Vasvári tér), ahol körforgalmú csomóponttal keresztezi az alig 300 méterrel nyugatabbra induló, Újfehértóig vezető 3504-es utat. Utolsó szakaszán a Böszörményi út nevet viseli, így is ér véget, beletorkollva a 3502-es útba, annak a 19+200-as kilométerszelvénye közelében.
Teljes hossza, az országos közutak térképes nyilvántartását szolgáló kira.kozut.hu adatbázisa szerint 16,164 kilométer.

## Jellemzői
A Hajdú-Bihar vármegyében húzódó szakasza végig szilárd burkolattal rendelkezik, bár minél északabbi részéről van szó, annál silányabb a burkolat minősége és annál keskenyebb az útpálya. A megyehatárt jelző táblától északra, a szabolcsi szakasza szilárd burkolat nélküli, rossz állapotú földút, mely inkább csak terepjáró adottságú járművek számára ajánlható. Virtuálisan, a Google Utcakép segítségével nem is járható be ez a szakasz, bizonyára azért, mert a felvételt készítő autó személyzete nem vállalta a kedvezőtlen terepi adottságokat.
Hajdúdorog határain belül a keresztező utak útirányjelző tábláin – a Google Utcakép felvételei alapján – az út északi irányú céljaként Tamásbokor szerepel, Nagycserkesz községnek a legnyugatibb fekvésű, különálló településrésze, mely valóban az út északi kezdőpontjához legközelebb eső (attól légvonalban mintegy 2, közúton 3,5 kilométerre északkeletre elhelyezkedő), különálló településrésze.

## Települések az út mentén
- (Tiszavasvári)
- (Nagycserkesz)
- Hajdúdorog